# Tres pisos
Tres pisos (título original: Tre piani) es una película dramática italiana de 2021, dirigida por Nanni Moretti sobre un guion basado en la novela homónima de Eshkol Nevo, y protagonizada por el mismo Moretti, Margherita Buy, Riccardo Scamarcio, Alba Rohrwacher y Adriano Giannini.

## Sinopsis
La historia se desarrolla en un edificio de tres pisos situado en un barrio burgués de Roma, y muestra la vida de tres de las familias que lo habitan. En el primero viven Lucio y Sara, padres de Francesca. Enfrente vive una pareja de ancianos, Giovanna y Renato, que a menudo cuidan de la niña, hasta que un día él, con un principio de demencia senil, se extravía con Francesca, y Lucio los encuentra después de muchas horas. A partir de entonces, y no sabiendo qué pasó en esas horas con la niña, comienza a nutrir sospechas de Renato.
En el segundo piso vive Monica, madre de Beatrice y esposa de Giorgio, que está casi siempre en el extranjero por trabajo. Acusa la soledad en la que ha vivido su primer embarazo y el parto, y cuando llega su segundo hijo desaparece de casa.
En el tercer piso viven dos jueces, Dora y Vittorio, junto con su hijo Andrea. Una noche, conduciendo ebrio, Andrea atropella y mata a una mujer. Pide protección a sus padres, pero él es inflexible y esto los enfrenta, con la madre que intenta mediar entre ambos.

## Reparto
- Margherita Buy como Dora.
- Riccardo Scamarcio como Lucio.
- Alba Rohrwacher como Monica.
- Nanni Moretti como Vittorio.
- Adriano Giannini como Giorgio.
- Elena Lietti como Sara.
- Alessandro Sperduti como Andrea.
- Denise Tantucci como Charlotte.
- Anna Bonaiuto como Giovanna.
- Paolo Graziosi como Renato.
- Stefano Dionisi como Roberto.
- Tommaso Ragno como Luigi.
- Teco Celio como Saverio.
- Francesco Aquaroli como el psiquiatra.
- Chiara Abalsamo como Francesca a los 7 años.
- Giulia Coppari como Francesca a los 12 años.
- Gea Dall'Orto como Francesca a los 17 años.[4]
- Irene Casagrande como Agnese.
- Sergio Pierattini como el viudo de la mujer atropellada.

## Producción
En Tres pisos es la primera vez en que Nanni Moretti recurre en su filmografía a adaptar una novela en vez de basarse en un guion propio. La novela es Shalosh komot, publicada en 2015 por el escritor israelí Eshkol Nevo, y está ambientada en Tel Aviv, mientras que Moretti traslada la acción a un barrio de Roma.
Las audiciones comenzaron en octubre de 2018, con la selección en el cine Sacher de actrices infantiles para el papel de Francesca. El propio Moretti anunció el 3 de diciembre que estaba trabajando en el filme. El rodaje comenzó en Roma el 4 de marzo de 2019 y concluyó en el sucesivo mes de junio, y se localizó en el barrio romano de Prati.
La banda sonora ha sido compuesta, orquestada y dirigida por Franco Piersanti, en su séptima colaboración con Moretti desde 1976, y con cuyo fuerte sentido de antirretórica el músico se identifica.

## Estreno y recepción
La película se estrenó en el Festival de Cannes de 2021, y fue acogida con una ovación de once minutos. El estreno en Italia se produjo el 23 de septiembre del mismo año. En 2022 fue candidata al premio por el mejor guion no original de los David de Donatello.

### Crítica
Emiliano Morreale (La Repubblica) escribe que la película puede desconcertar a los aficionados al cine de Moretti, a causa de un «estilo esencial que parece el correlato de una visión desolada de los hombres y de la sociedad», así como por los escasos movimientos de la cámara, la fotografía de tonos apagados, la música sin líneas melódicas y sobre todo la dirección de actores, que rebajan su tono hasta parecer casi fantasmas.
Javier Ocaña (El País) también resalta la sencilla puesta en escena y la «sobriedad genuina y estabilizadora», y concluye que «la película de Moretti se hace grande colocando al espectador en tesituras nada lejanas a su propia cotidianidad, plantándolo ante el espejo de sus propias contradicciones». En el mismo medio, según Carlos Boyero, «Nanni Moretti narra con fuerza y matices estas vidas que entran en convulsión», y, aunque no le haya entusiasmado, le ha sabido mantener dentro de ella de principio a fin.
Marcos Uzal escribe en Cahiers du Cinéma que en Cannes fue acogida con decepción, como una película en la que Moretti ya no era él mismo, y en ello desempeña un papel importante la sobriedad formal que excluye todo elemento de seducción y decorativo. Sin embargo, Moretti está «en la mirada aguda pero sin crueldad, empática pero sin patetismo, que posa sobre este pequeño mundo en descomposición».